# 恩斯特·韦尔曼
恩斯特·韦尔曼（德語：Ernst Woermann，1888年3月30日—1979年7月5日），德国外交官，曾任纳粹德国驻汪精卫政权大使。